# Jalu Kurek

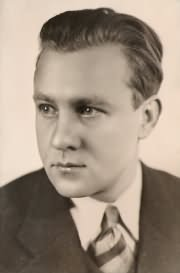
Jalu Kurek

Jalu Kurek (wegen eines Fehlers im Taufbuch wird häufig der falsche „echte“ Vorname Franciszek angegeben) (* 2. Februar 1904; † 10. November 1983 in Rabka-Zdrój) war ein polnischer Schriftsteller und Vertreter der Krakauer Avantgarde.
Absolvent der Abteilung Philosophie der Jagiellonen-Universität in Krakau (Polnische Philologie und Romanistik), vertiefte er sein Studium auf der Universität in Neapel. Er war ein langjähriger Freund von Filippo Tommaso Marinetti.
Stark verbunden war er mit der Herkunft seiner Familie aus den Beskiden (seine Mutter stammte aus dem Dorf Naprawa, Gemeinde Jordanów, Powiat Suski) und schrieb dazu viel. Die größten Erfolge hatte er mit Die Grippe wütet in Naprawa, polnisch Grypa szaleje w Naprawie (1934) und Woda wyżej (1935), deutsch etwa: „Das Wasser steigt“.
Er war vielseitiger Autor von Lyrik, Erzählungen und Romanen. Lange Jahre arbeitete er als Journalist und Redakteur, davon übrig geblieben sind seine Reportagen, Feuilletons, Essays und andere Artikel. Er ist Autor vieler Übersetzungen aus der italienischen Poesie (u. a. der Sonette an Laura von Francesco Petrarca). Als Übersetzer aus dem Italienischen trug er zur Popularisierung der Werke der italienischen Futuristen in Polen bei. Er beschäftigte sich auch mit Theater und Film. Er malte, wanderte in den Bergen – war Bergsteiger – und betrieb Sport.

## Bibliografie
(in Auswahl)
- Jalu Kurek, Grypa szaleje w Naprawie (1934), Wydawnictwo Literackie, Kraków 1987, ISBN 83-08-01728-2, deutsche Ausgabe: Die Grippe wütet in Naprawa, Verlag P. Kupfer, Breslau 1936
- Jalu Kurek, Woda wyżej (1935), deutsch etwa: „Das Wasser steigt“
- Jalu Kurek, Janosik
- Jalu Kurek, Mount Everest (1924)
- Jalu Kurek, Kim był Andrzej Panik? Andrzej Panik zamordował Amundsena, Nakładem Zwrótnicy, Kraków 1926, deutsch „Wer war Andrzej Panik? Andrzej Panik ermordete Amundsen.“
- Jalu Kurek, Księga Tatr, Wydawnictwo „Iskry,“ 1955, deutsch „Das Tatrabuch“
- Jalu Kurek, Mój Kraków, Wydawnictwo Literackie, 1964, deutsch „Mein Krakau'“
- Jalu Kurek, Świnia Skała (1970), deutsch etwa „Der Schweinefelsen“, frei übers. „Verfluchter Berg“
- Jalu Kurek, Bestia, 1973
- Jalu Kurek, Księga Tatr wtóra, Wydawnictwo Literackie, 1978, deutsch „Zweites Tatrabuch“